# آستین گولسبی
آستین گولسبی (انگلیسی: Austan Goolsbee؛ زادهٔ ۱۸ اوت ۱۹۶۹) سیاست‌مدار اهل ایالات متحده آمریکا است.
وی همچنین برندهٔ جوایزی همچون برنامه فولبرایت شده‌است.